# كفر النعيم
قرية كفر النعيم هي إحدى القرى التابعة لمركز ميت غمر في محافظة الدقهلية في جمهورية مصر العربية. حسب إحصاءات سنة 2006، بلغ إجمالي السكان في كفر النعيم 4389 نسمة، منهم 2266 رجل و2123 امرأة.